# Sun Studio

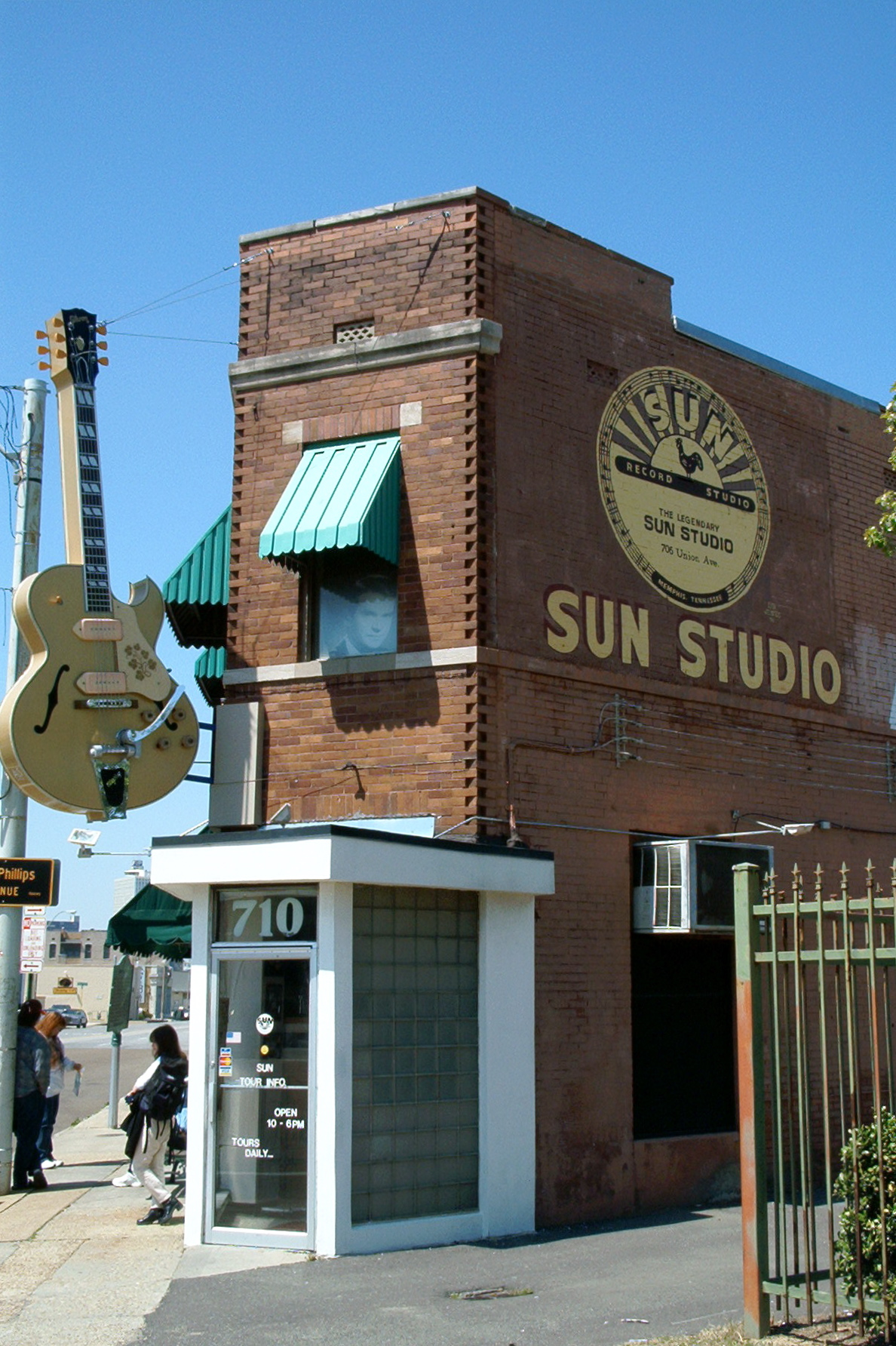
Sun Studio

De Sun Studio is een beroemde studio op 706 Union Avenue in Memphis, Tennessee, opgericht op 3 januari 1950 door Sam Phillips. De naam van de studio was toen Memphis Recording Service (Studio), maar kreeg zijn latere naam toen Sam Phillips in hetzelfde gebouw in 1952 zijn platenlabel Sun Records begon. 

## Beginjaren
Sam Phillips begon zijn muziekstudio als een plek waar iedereen, tegen minimale kosten, zijn muziek op vinyl kon laten zetten, zowel voor liedjes bij huwelijken als begrafenissen, met als motto: "We Record Anything, Anywhere, Anytime.".
Na een mislukt avontuur om een eigen platenlabel te starten, werd een overeenkomst gesloten met twee kleine onafhankelijke labels, RPM Records van de gebroeders Bihari en met Chess Records. 
Jules Bihari stuurde gitarist Riley King - later bekend als B.B. King - om in de studio op te nemen. In 1951 nam Phillips voor Chess het nummer Rocket 88 op met Jackie Brenston & His Delta Cats, deze Delta Cats waren de schuilnaam voor Ike Turner en zijn band.
Rocket 88 wordt beschouwd als de allereerste Rock-'n-roll-plaat.
In 1951 werden in de studio door Howlin' Wolf vier songs opgenomen, waarbij de nummers van  Chess op een 78 toerenplaat uitgebracht werden: Moanin' At Midnight, als A-kant en als B-kant How Many More Years.

## Jaren 1952-1959
Begin 1952, toen Phillips ook Sun Records opgezet had, was er weinig succes, dit kwam pas in 1953 met Bearcat van Rufus Thomas. In dat jaar en begin 1954 nam Elvis Presley een tweetal platen op, maar met weinig succes.
Dat veranderde toen in juli 1954 Elvis het uit 1949 daterende bluesnummer That's All Right van Arthur Crudup uitbracht.
Op 19 december 1955 nam Carl Perkins drie takes van zijn eigen compositie Blue suede shoes op. Sam Phillips koos de tweede om op 78 toerensingle uit te brengen. Het werd voor Sun de eerste single met verkopen boven het miljoen.
Jerry Lee Lewis vond werk als studio-muzikant in de Sun Studio's. Tijdens een jam-sessie met Carl Perkins, Johnny Cash, en Elvis Presley maakte Sam Phillips opnames, die veel later als het “Million Dollar Quartet” uitgebracht werden. In 1956 nam Lewis er zijn eerste eigen single op Crazy Arms, later gevolgd door zijn grote hits Great Balls of Fire en Whole Lotta Shakin' Goin' On
Andere  beroemde artiesten die in de jaren vijftig bij Sun opnamen zijn  Johnny Cash, Roy Orbison en Ike Turner.

## Jaren 1960-1969
In 1960 verhuisde Sam Phillips zijn studio naar een groter pand op 639 Madison Avenue, de  Sam Phillips Recording Service, Inc.
Het gebouw van de oude studio werd in de jaren 60 en 70 door verschillende bedrijven gebruikt, waaronder een kapperszaak, een auto-onderdelenwinkel en een duikwinkel.
Phillips verloor halverwege de jaren 60 zijn interesse in de studio's en verkocht zijn label aan Mercury Records in 1969.
De studio aan de Madison Avenue is in handen van de familie Phillips gebleven en wordt onder de naam Sam Phillips Recording Service nog steeds gebruikt.

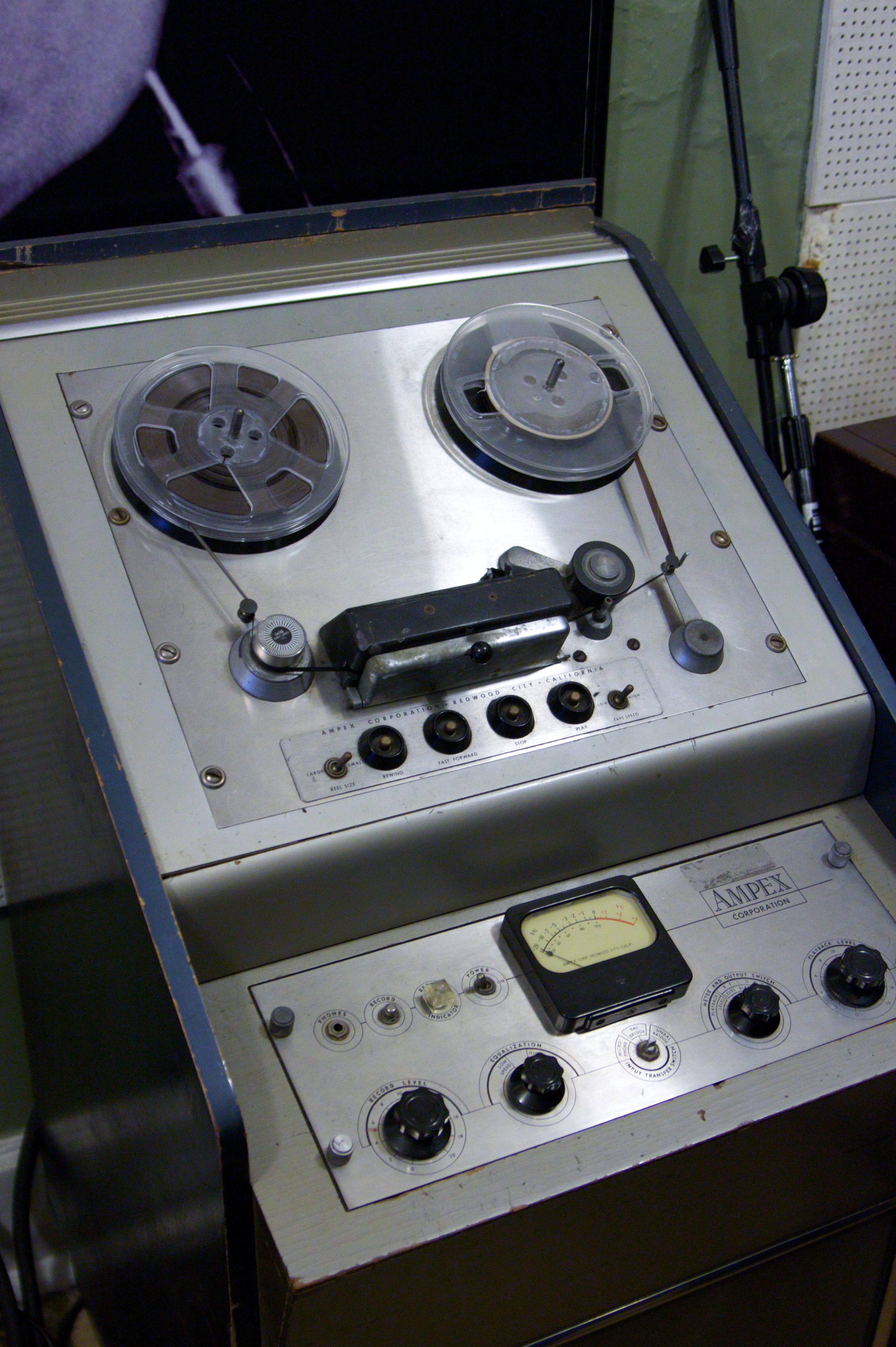
Ampex recorder

## Heropening
Het gebouw aan Union Avenue stond leeg in 1985 toen het gebruikt werd voor een soort familiereünie. Een album getiteld Class of '55: Memphis Rock And Roll Homecoming werd opgenomen om de Class of '55 op hun 30e verjaardag te vieren en te herdenken.
In 1987 werd Sun Studio op het oude adres op 706 Union Avenue weer omgebouwd tot een opnamestudio annex museum, overdag geopend als museum voor muziekliefhebbers in het algemeen en die van rock & roll Sun-artiesten in het bijzonder, en 's avonds in gebruik als studio waar met originele analoge apparatuur weer kan worden opgenomen.
Artiesten die er sindsdien opgenomen hebben zijn o.a. U2, Def Leppard, John Mellencamp, The Bogus Bros. en Chris Isaak.
In 2003 werd de studio officieel erkend als historisch erfgoed: een National Historic Landmark. Menige moderne pop- of rockartiest, geïnspireerd door Sun-muzikanten van de jaren vijftig, legt een bezoek af aan deze 'heilige' plek uit de pophistorie.

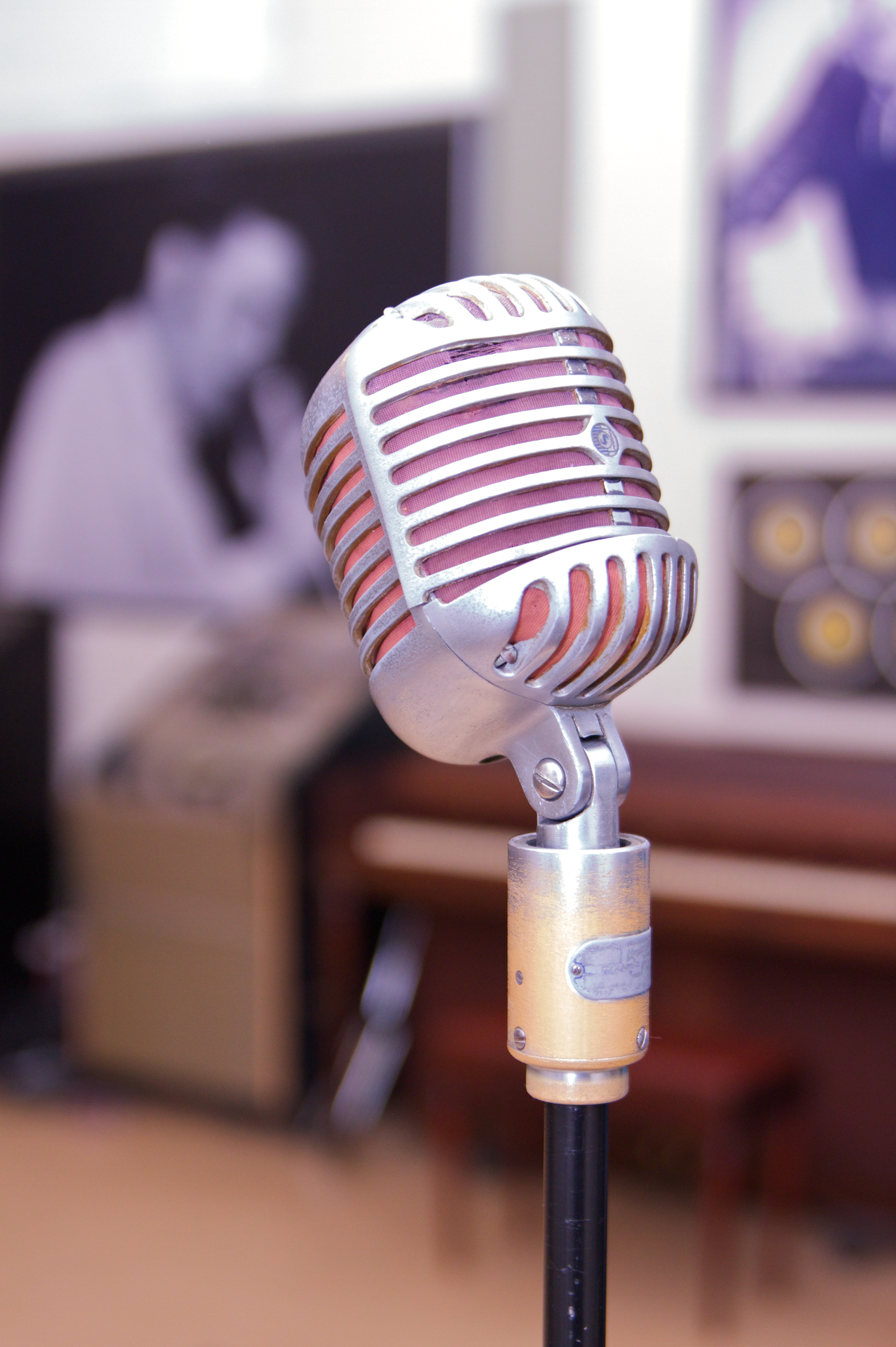
De 'Elvis'microfoon

## Apparatuur
Als opname-apparatuur (alles in mono) werd gebruik gemaakt van een Ampex Model 350 C magneetbandrecorder gebruik met standaard ¼ inch tape, waarna de opnames op 16-inch acetaatschijven gesneden werden.
De controlekamer werd eerst uitgerust met een draagbare Presto PT900-machine, maar deze werd vervangen door een RCA 76-D-radioconsole, waarop drie Ampex machines aangesloten waren. Deze console is verantwoordelijk voor het specifieke slapback-effect van de studio.
De meeste opnames bij Sun zijn gemaakt met microfoons als de RCA 77-DX, de Shure 55-S, de RCA 44-BX en een Altec Lancing-potloodmicrofoon, meestal afkomstig uit dumppartijen van het leger.
De Shure 55-S is bekend geworden als de 'Elvis'-microfoon.